# Madina
Madina – miasto w Ghanie w regionie Greater Accra; 101 207 mieszkańców (2007). Jest największym miastem handlowym w dystrykcie Ga East; ośrodek przemysłu spożywczego.